# Choy Li Fat
Choy Li Fat o Choy Lee Fut (蔡李佛)  es un arte marcial chino fundado en 1836 por Chan Heung (陳享). Choy Lee Fut fue nombrado en honor al monje budista Choy Fook 蔡褔 (Cai Fu) que le enseñó Choy Gar, Li Yau-San 李友山 que le enseñó Li Gar, y su tío Chan Yuen-Wu 陳遠護 que le enseñó Fut Gar, en honor a Buda después de lo cual fue nombrado el arte.
El sistema combina varias técnicas de artes marciales del Norte y del Sur de China; el puño y brazo de las técnicas de Shaolin del sur,  y los movimientos circulares y trabajo de piernas que caracteriza a las artes marciales del norte de China. Se considera un estilo externo, combinando técnicas blandas y duras, así como la incorporación de una amplia gama de armas como parte de su plan de estudios. Choy Li Fut es un sistema de autodefensa eficaz, sobre todo destaca por la defensa contra los atacantes múltiples. Contiene una gran variedad de técnicas, incluyendo golpes de corto y largo alcance, patadas y barridos, punto de presión y bloqueo de las articulaciones.
De acuerdo con Bruce Lee:

El estilo Choy Li Fut es el sistema más eficaz que he visto para la lucha contra más de una persona. Es uno de los estilos de los cuales resulta más difíciles de atacar y defenderse. Los estudiantes de Choy Li Fut fueron los únicos que viajaron a Tailandia para luchar contra los boxeadores tailandeses y que no fueron derrotados.

Choy Lee Fut, puede ser transcrito desde el Chino Mandarín Pinyin:cài lǐ fú, desde el Cantonés Yale:choi léih faht. Y también existen otros transcritos como Choi Lei Fat, Choy Lay Fut, Choi Lei Fut, Choy Lai Fut, Choy Ley Fut, Choi Lei Faht, Tsai Li Fo, Choy Lee Fut, Choy Lee Fat, Choy Li Fat.

## Historia

### Fundación[4]

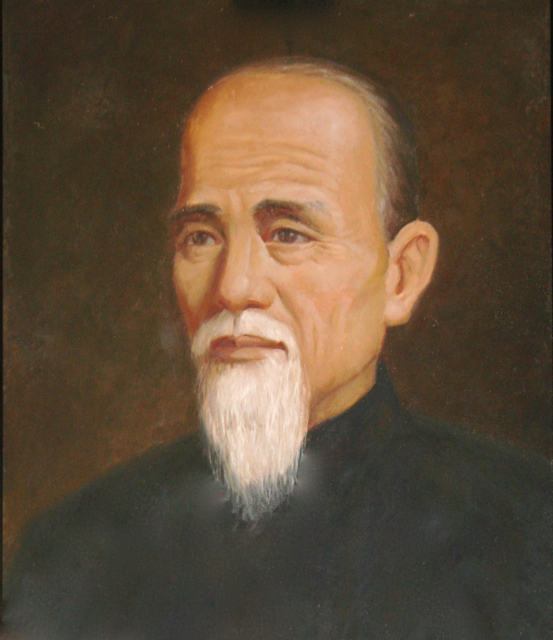
Pintura al óleo de Chan Heung que está colgada en el templo de la familia Chan en la Villa de King Mui en la provincia de Guangdong, China. Donde Chan Heung fundó su estilo de arte marcial y abrió su primera escuela de aprendizaje de kung fu

Chan Heung (陈享), también conocido como Din Ying (典英), Daht Ting (逹庭), Chen Xiangong y Chen Xiang, nació el 23 de agosto de 1806, o el 10 de julio de 1806 del calendario lunar, en King Mui 京梅 (Ging Mui), un pueblo en el San Woi 新會 (Xin Hui) del distrito de China de Guangdong provincia.
Chan Heung es el sobrino de Chan Yuen-Wu (陳遠護), un boxeador del templo de Shaolin, en Fujian, comenzó a enseñarle el Fut Gar (佛家) estilo de artes marciales Chinas cuando tenía siete años de edad. Cuando Chan Heung tenía quince años, Chan Yuen-Wu lo llevó a Li Yau-San (李友山), Chan Yuen-Wu es el compañero sénior del templo Shaolin.
Bajo Li Yau-San es instruido, Chan Heung pasó cuatro años aprendiendo el estilo Li Gar. Impresionado con Chan Heung por las habilidades de artes marciales, Li Yau-San sugirió que fuera a entrenar con un monje Shaolin llamado Choy Fook (Cài Fú, 蔡褔) para aprender Choy Gar, un estilo Shaolin del Norte de Wushu 武术, así como medicina china y otras técnicas de Shaolin.
Según la leyenda, el monje Jee Sin Sim See (至善禪師) se dice que fue uno de los legendarios cinco monjes - junto con Ng Mui (五梅大師), Fung Doe-Duk (馮道德), Miu Hin (苗顯) y Bak Mei (白眉道人) - que escaparon durante la destrucción del Templo Shaolin durante la dinastía Qing.
Los fundadores de los cinco estilos de familias más importantes del sur China; Hung Gar , Choy Gar , Mok Gar , Li Gar y Lau Gar , fueron, respectivamente, Hung Hei-Gun (洪熙官), Choy Gau-Yee (蔡九儀), Mok Da-Si (Mok Ching-Kiu, 莫清矯), Li Yau-San (李友山), y Lau Sam-Ngan (劉三眼); y todo se dice que han sido alumnos de Jee Sin Sim See. Choy Fook había aprendido las artes marciales de Choy Gau-Yee (蔡九儀), el fundador del Choy Gar.
Choy Fook vivió como un ermitaño en la montaña Lau Fu (羅浮山) y ya no quiso enseñar artes marciales. Chan Heung se dispuso a partir a la montaña Lau Fu en su búsqueda. Cuando Choy Fook escapó del templo Shaolin, sufrió quemaduras graves en su cabeza dejandosela llena de cicatrices. Esto le dio el apodo de "Monje de la Cabeza quemada" (爛頭和尙). Usando esta información, Chan Heung finalmente encuentra al monje y le entregó una carta de recomendación de Li Yau-San. Sin embargo, Chan Heung se decepcionó cuando Choy Fook lo rechazó. Después de mucho pedir limosna Choy Fook aceptó al joven Chan Heung pero solo para estudiar el budismo.
Una mañana, cuando Chan Heung estaba practicando sus artes marciales, Choy Fook señaló una roca pesada y le dijo que la pateara. Chan Heung dio una patada a la roca con toda su fuerza enviándola a doce pies de distancia. En vez de ser felicitado, Choy Fook puso su propio pie en la roca pesada y sin esfuerzo la impulso por el aire. Chan Heung estaba asombrado por esta demostración. Una vez más le rogó a Choy Fook que le enseñara sus artes marciales. Esta vez, el monje estuvo de acuerdo, y durante nueve años Choy Fook enseñó a Chan Heung tanto el camino del budismo como el camino de las artes marciales.
Cuando tenía veintiocho años, Chan Heung dejó a Choy Fook y regreso a King Mui en 1834, donde revisó y perfeccionó todo lo que había aprendido. En 1835 Choy Fook dio a Chan Heung asesoramiento en la forma de un poema especial conocido como una copla doble.

龍虎風雲會
徒兒好自爲
重光少林術
世代毋相遺
"cuando el tigre y el dragón se encuentren
el resultado siempre será incierto
el discípulo debe estar siempre alerta y cuidadoso de la situación
y continuar difundiendo las técnicas de shaolin
para que no se pierda en la siguiente generación."

Otras traducciones:
"Cuando el dragón y el tigre se reúnen en la tormenta,
Discípulo, cuida tu propio camino.
Restablece la luz de Shaolin,
No dejes que las generaciones futuras olviden."
"En la reunión de la tormenta del dragón y el tigre,
Cuida tu propio destino, discípulo.
Renueva la técnica de Shaolin,
No permitas que se pierda con el paso de las generaciones."
Las ideas que se intenta transmitir desde el chino antiguo son:
- La reunión del dragón y el tigre simboliza la unión de fuerzas opuestas, representando la armonía y el equilibrio.
- El cuidado del propio camino y destino.
- La preservación y renovación de la técnica y el legado de Shaolin.

En 1851 se estableció formalmente el sistema Choy Lee Fut, llamado así en honor al monje budista Choy Fook quien le enseñó Choy Gar, Li Yau-San, que le enseñó Li Gar, y su tío Chan Yuen-Woo 陳遠護 que le enseñó Fut Gar, en honor al Buda de la que fue nombrado el arte.
Recapitulando, los maestros de Chan Heung fueron tres en orden cronológico:
- Chan Yeun-Wu
- Lee Yau-San
- Choy Fook

Los últimos herederos hasta la actualidad del estilo fundado por Chan Heung son los siguientes en orden:
- Chan Koon-Pak
- Chan Yiu-Chi
- Chan Wan-Hong
- Chan Yong Fa

De los cuales Chan Yong-Fa es el heredero vivo del estilo.

### El practicante de Chan Yuen Wu
La historia de este sistema inicia con Chan Heung, quien empezó su práctica en las Artes Marciales a muy temprana edad, siendo entrenado por su tío Chan Yuen-Wu, en el estilo Hung Kag. Con el paso del tiempo la habilidad y cortesía de Chan Heung se hacen notar en su región y se convierte en maestro de una escuela en la ciudad de King Mui, situada en el distrito de Sung Wui, provincia de Guangdong (Cantón), sur de China. 

### El discípulo de Li Shi Kai
Posteriormente llegó a esta ciudad un gran Maestro de nombre Lee Yau-San, quien se decía era discípulo del monje shaolin Li Shi-Kai, creador del estilo Li Gar, para abrir una escuela. Cuando Chan Heung oyó hablar de él, decidió ponerlo a prueba, fue a su encuentro y al verlo en la calle, lo ataca por sorpresa, entonces Lee Yau-San de una forma asombrosa, evitó el ataque con una patada que envió a Chan Heung a varios metros de distancia. Lee Yau-San al ver Chan Heung no sufrió ningún daño le pregunta quién es su maestro, Chan Heung pide perdón y le dice que fue el quien quiso probar su fuerza más no su maestro. Desde ese día Chan heung cierra su escuela y se une a las enseñanzas de Lee yau San.

### El monje de la Cabeza Quemada
Años después Chan Heung y Lee Yau-San escucharon de un monje ermitaño que estaba viviendo en las montañas Law Fou, el cual poseía una gran habilidad en la Medicina Dit Da, ambos coincidieron en que si poseía esa destreza, debería de poseerla también en las Artes Marciales, entonces van a buscarlo; al llegar al templo encuentran a un señor cortando leña con las manos y le preguntan sobre el monje, este se hace pasar por un discípulo y les pide que esperen a Choy Fook ( también conocido como el monje cabeza quemada), un monje maestro del estilo Choy Gar del templo Shaolín de Fukien, del cual tuvo que huir cuando fue invadido y quemado por las tropas del gobierno Qing para evitar una futura rebelión; después de un tiempo de espera Lee Yau-San patea un triturador de arroz hecho de piedra, Choy Fook al ver esto cogió una de las esquinas del triturador y la pulverizo con las manos y avisándoles quien era el verdaderamente, Lee Yau-San con el respeto que le tenía al monje le dio las gracias y se fue dejando a Chan Heung con Choy Fook el entrena con el por más de 10 años. Al estar listo Chan Heung, el maestro Choy le entregara una recomendación escrita para que prosiguiese sus prácticas pero Chan Heung decide quedarse dos años más para aprender sobre las técnicas medicinales de su maestro, terminando a si su entrenamiento con el monje.

### Un estilo sin nombre
En 1836 Chan Heung regresa a su pueblo sun wui, donde abre una clínica con el fin de poder atender a los más necesitados, y una Escuela Ancestral para enseñar sus conocimientos adquiridos. En ese entonces existía la tradición de transmitir todo conocimiento de generación en generación a los miembros de la misma familia usando el primer apellido, más sin embargo no le dio nombre a su sistema[cita requerida] y por consiguiente comienza a reclutar una gran cantidad de personas para entrenarlas, para así poder enfrentar a los invasores manchúes.

### Ampliación del Sistema
Chan Heung 陳享 creó la primera escuela de Choy Lee Fut de artes marciales en el templo de la familia local de su pueblo. A medida que su propagación reputación, cientos de personas de pueblos cercanos vinieron a aprender Choy Lee Fut. Poco después de Chan Heung estableció su nueva escuela, las Guerras del Opio estalló en China. Chan Heung se unió al ejército en el Cantón de luchar contra los invasores británicos. Después de la derrota de China en 1842, regresó a casa con su familia en King Mui.
La corrupción política ha controlado dentro de la Dinastía Manchú Ching (Qing) 清朝 contribuido a la derrota de China. Entre 1847 y 1850 los líderes de muchos chinos formaron sociedades secretas para luchar contra la Dinastía Qing.
Bajo el liderazgo de Hong Xiu-Quan (洪秀全), la rebelión estalló Tríada contra las fuerzas imperiales en Guangxi. Hong rebeldes derrotaron a las tropas imperiales en 1850 y durante las próximas dos décadas, el pueblo chino Han fue gobernado por Tai Ping Tian Guo (太平天國).
Durante esta época, Chan Heung salió de su casa en King Mui, con su esposa y sus dos hijos, y aprovechó la oportunidad para crear muchas de Choy Lee Fut las escuelas en el sur de China para ayudar a difundir las ideas revolucionarias contra el Gobierno Manchú.
Chan Heung tenía 18 discípulos originales de Choy Lee Fut, conocidos como los dieciocho Lohan (十八羅漢); nombrado en honor a la Bodhidharma, que tradicionalmente se considera que han enseñado a los monjes de Shaolin Dieciocho Manos de Lohan original en 527 CE, que algunos consideran que la precursor de las artes marciales de Shaolin.
En 1848, los dieciocho originales comenzaron ramificación a enseñar Choy Lee Fut en el sur de China. El primer discípulo de enseñar Choy Lee Fut fuera de King Mui se Lung Ji-Choi 龍子才, quien abrió una escuela en la ciudad de Xunzhou 潯州 en la provincia de Guangxi 廣西. Poco después, Chan Din-Foon 陳典桓 inició la primera Hung Sing Choy Lee Fut en la escuela de Fut San 佛山 (Foshan).
Algunos de los otros dieciocho discípulos originales que promueve el sistema de kung fu nuevos: Chan Din-Yao 陳典尤 en Nan Hai 南海; Chan Dai-Yup 陳大揖 en Guangzhou 廣州; Chan Din-Sing 陳典承 en Zhongshan 中山; Chan Mau-Jong 陳謀莊 en Panyu 番禺; Chan Din-Bong 陳典邦 en Dong Guan 東莞; Chan Din-Wai 陳典惠 en Kaiping 開平; Chan Din-Jen 陳典珍 en Taishan 台山; Chan Sun-Dong 陳孫棟 en Enping 恩平; Chan Din-Dak 陳典德 en Heshan 鶴山; Chan Dai-Wai 陳大威 en Zhaoqing 肇慶; Chan Sing-Hin 陳承顯 en Xinhuicheng 新會城; Chan Yin-Yu 陳燕瑜 en Jiangmen. Y las tareas admirables fueron realizadas por Chan Dai-Sing 陳大成, Chan Din-Seng 陳典勝, Chan Mau-Wing 陳謀榮, y Chan Din-Gung 陳典拱, que enseñaba Choy Lee Fut en veinte y seis aldeas en el King Mui 京梅 área.
Históricamente, todas las escuelas de Choy Lee Fut en última instancia, tienen el mismo origen, pero a causa de las revoluciones contra el Gobierno Manchú de mediados del siglo XIX y los consiguientes situaciones de caos político que existía en China, los cambios de nombre y varios cambios en el liderazgo crearon la creencia de que hay dos escuelas Hung Sing Choy Lee Fut completamente separados.
El partido político Hung Moon 洪門 representa a todas las facciones revolucionarias, incluyendo todos los representantes de Choy Lee Fut. Choy Lee Fut escuelas optaron por escribir el nombre de sus escuelas de diversas formas para ocultar su afiliación con el proscrito partido político Hung Moon 洪門 y para protegerse de la persecución del gobierno.
Muchas escuelas de Choy Lee Fut tenían un lema secreto durante estos tiempos: "Hung 洪 Ying 英 Ji 至 Sing 聖; Ying 英 Hung 雄 Wing 永 Sing 勝", Esto se traduce como: "Los Héroes del Partido Hung son superiores; los héroes siempre ganan". Los seguidores de Chan Heung 陳享 adoptarón dos palabras del lema como sus contraseñas secretas "Hung Sing 洪勝" que significan "El Partido Hung gana", pero nombre del Partido Hung Moon 洪門 no estaba legalizado por lo que cambiaron los caracteres chinos que suenan lo mismo que Hung Sing 鴻勝, pero cuando se escribe significa " ganso está ganando".
El hijo de Chan Heung 陳享 es Koon Pak 官伯, cambió el carácter chino Hung 鴻 a Hung 雄 que significa "fuerte". A partir de ese momento, las escuelas de Choy Lee Fut en Koon Pak es área de King Mui se designan con el lema Hung Sing 雄勝, que significa "Ganar fuerte", mientras que las escuelas de Fut San mantiene su "ganso está ganando" del lema Hung Sing 鴻勝.
Fut San era un semillero de actividad política. Hubo una fuerte presencia Manchú en Fut San, y las batallas entre el gobierno Manchú y los miembros de Hung Moon 洪門 fueron sangrientas y frecuentes. La escuela Fut San Choy Lee Fut abrió sus puertas en 1848 en virtud de Chan Din-Foon 陳典桓 utilizado el nombre de "Hung Sing Kwoon 鴻勝舘" (utilizando el "Hung 鴻" carácter que significa ganso) para evitar asociarse con el partido político Hung Moon 洪門 y para protegerse de la persecución del gobierno.
En 1850, los rebeldes tríada bajo el liderazgo de Hong Xiu-Quan 洪秀全, estalló contra las fuerzas imperiales en Guangxi 廣西. Hong rebeldes derrotaron a las tropas imperiales y para las próximas dos décadas, el reino Tai Ping Tian Guo (太平天國) gobernó al chino Han. Cuando el gobierno local del Tai Ping Tian Guo (太平天國) cayó en 1864, el gobierno Manchú recuperó el poder de nuevo.
La rama Fut San Hung Sing fue muy popular y esto preocupó a los partidarios del gobierno Manchú, así como crear intensas rivalidades entre las escuelas de artes marciales. Los rumores y los chismes de la escuela está afiliada con el partido de Hung Moon 洪門 político creado aún más la tensión entre los manchúes controladas por el gobierno local y la escuela. Originalmente, iniciadas por Chan Din-Foon alrededor de 1848, la escuela floreció hasta el momento de su muerte.
En 1867, Chan Heung 陳享 cree que Jeong Yim 張炎, fue el alumno más capaz de ser Chan Din-Foon 陳典桓 de sucesor y fue un momento oportuno para reconstruir la rama Fut San 佛山 (Foshan) Hung Sing. Pronto los rumores y chismes extendió rápidamente de la rama Fut San Hung Sing iba a ser reabierto por un héroe llamado Jeong Yim 張炎.
El Gobierno Manchú rápidamente envió soldados para tratar de cerrar la escuela. Debido a que la supervivencia de la escuela Fut San Hung Sing Choy Lee Fut depende de los combatientes de formación rápida y eficaz, en un principio Jeong Yim 張炎 tiene límites de los números de formas que él le enseña a un puñado. Suficiente para proporcionar a los alumnos todas las técnicas adecuadas, incluyendo un arma de unos pocos formularios. Esto aseguró la supervivencia de la escuela. Debido a Jeong Yim 張炎 se concentró en la enseñanza de habilidades de combate, algunos de los mejores combatientes de Choy Lee Fut vino de la sucursal de Fut San Hung Sing. A medida que la escuela se convirtió en más establecidos, Jeong Yim 張炎 aún más educar a sus estudiantes con las formas más avanzadas y las técnicas. Debido a principios de entrenamiento de combate y la reputación de Jeong Yim 張炎 ganado para reabrir la escuela, la escuela de Fut San Hung Sing Choy Lee Fut pronto se conoció como la escuela de Jeong Hung Sing de Choy Lee Fut.

### Jeong Yim 張炎[2]
Poco se sabe realmente acerca de Jeong Yim (張炎), pero su legado e influencia en el desarrollo del Choy Lee Fut se puede sentir hoy en día todavía. Tanto la fecha de nacimiento, como de defunción, de Jeong Yim 張炎 no están confirmados, pero se rumorea que vivió entre los 33 y 69 años de edad. Como todos los grandes artistas marciales, mitos, historias y leyendas que los rodean a menudo se confunden y enturbian la historia. El sucesor de Jeong Yim 張炎 , Chan Ngau-Sing 陳吽盛, declaró que el autor Nim Fut San-Yen creado una historia popular de ficción (Wǔxiá), escrito durante el periodo para aumentar la conciencia de Choy Lee Fut y actividades revolucionarias. Esta historia fue llamado, Fut San Hung Sing Kwoon. Chan Ngau-Sing 陳吽盛 conocía al autor Nim Fut San-Yen personalmente. Estas historias no tienen ninguna base en hechos históricos. Populares novelas Wǔxiá como Wan Nian Qing y la mitología de la lucha contra la Dinastía Qing organizaciones como el Cielo y la Sociedad de la Tierra, se estaban extendiendo enormemente a través de China desde principios del siglo XIX.
Desafortunadamente, todo esto no está oficialmente documentado. No hay registros históricos escritos que se pueden encontrar alrededor de Jeong Yim 張炎. Según El Libro Historia de la Familia Chan (el "Gran Libro") el único hecho históricamente documentado que demuestra una relación entre Chan Heung 陳享 y Jeong Yim 張炎 es la fecha de 1867, cuando Jeong Yim fue enviado a reabrir la escuela Fut San como el sucesor de Chan Din-Foon 陳典桓.
La polémica que rodea Jeong Yim 張炎 es en relación con la historia y el desarrollo de Choy Lee Fut. Varios ramas Choy Lee Fut tienen diferentes versiones de cómo Choy Lee Fut fue fundado o creado aún. Las diferentes versiones de la historia con respecto a Jeong Yim 張炎 y su influencia en el desarrollo de Choy Lee Fut se pueden encontrar aquí.

## Características[5]

### Guardia
La postura inicial de guardia o defensa, antes de un ataque o después de uno, es una portura lateral donde solo se deja expuesto el costado de un brazo y una pierna, con los genitales ocultos. La posición de las piernas es de Sei Ping Ma, mientras que la posición de las manos varía de empuñada a palmas, pero manteniendo una para el ataque y otra para defensa, una arriba y otra abajo o combinaciones similares, a los estudiantes de choy lee fut se les hace constante hincapié en que cuando entrenan las formas de combate entre compañeros/as/es pueden tener la guardia más abierta y llevar los golpes y las patadas hasta el final, pero, que a la hora de combatir deben cerrar la guardia al máximo, tanto la guardia superior como la guardia inferior, es decir las posturas de pies, ello se da porque a la hora de combatir se debe ser explosivo/a/e y certero/a/e dado que se busca un ataque y una defensa eficientes contra uno/a/e o más oponentes/as, por ello mismo es mejor cerrar y acortar los golpes cuando se está combatiendo, dado que a diferencia de cuando se entrenan las formas de combate con todos los golpes patadas, agarres y proyecciones, a la hora del combate siempre es impredecible el movimiento del/la/le oponente y por lo tanto es mejor acortar todas las técnicas y hacerlas lo más explosivas posible para volver de inmediato a la guardia, dado que el estilo choy lee fut se caracteriza por tener múltiples golpes en cadena en combinación con patadas agarres, barridos y proyecciones pero para llevar un ataque en cadena hasta el final de forma eficaz cuando se está en un combate lo mejor es acortar todas las técnicas y hacerlas lo explosivas posibles, es decir, partiendo de una guardia cerrada y aplicando toda la fuerza  posible en cada técnica que se aplica en un ataque en cadena sin llegar al punto de que la fuerza se vuelva fuerza bruta, es decir que más vale ser certero/a/e y eficaz que no bruto y descuidado, mas por ello hay una analogía de la justa medida natural, si llueve mucho el río suele desbordar, y si no llueve nada el río se acaba secando, por tanto es mejor aplicarlo todo en la justa medida natural de las máximas posibilidades de cada persona.

### Posturas
Existen algunas posturas básicas estas son:
1. Sei Ping Ma. Caballo cuadrado
2. Ding Ji Ma. Postura de arco y flecha
3. Jzee Ng Ma. Postura de anclaje
4. Lok Quai Ma. Caballo bajo
5. Diu Ma. Postura del gato
6. Nau Ma. caballo torcido
7. Chin See Ma (Chin See Guai Ma). Caballo giratorio que entrelaza

### Golpes de mano
- Cheung Ngan – golpe de puño punzante a los ojos.
- Charp Choy – golpe de puño punzante
- Loy Yum Choy – golpe de puño de destornillador
- Yum Charp – golpe de puño punzante de destornillador
- Chune Choy – golpe de puño penetrante
- Bil Jong – golpe de puño chasqueante
- Sau Choy – golpe de puño gancheado con el puño y el antebrazo
- Cup Choy – golpe de puño gancheado con las articulaciones de los dedos y los nudillos
- Pek Choy – golpe de puño estampando con el puño o el antebrazo
- Dart Choy – golpe de puño de revés con el puño
- Gwa Choy – golpe de puño de revés con el puño o el antebrazo
- Deng Choy – golpe vertical con los nudillos

### Golpes de Codo
- Bao Jung – ataque hacia adelante con el codo
- Sau Jung – ataque barrido con el codo
- Pau Jung – ataque hacia arriba con el codo
- Wang Jung – ataque horizontal con el codo

### Bloqueo de brazo
- Jet Kiu – bloqueo central empujando con los antebrazos
- Chune – bloqueo penetrante exterior más allá de la línea central usando el antebrazo o la muñeca
- Yeung Kiu – bloqueo yang exterior más allá de la línea central usando el antebrazo
- Poon Kiu – bloqueo interior empujando hacia abajo con la muñeca o la mano
- Au Sau – bloqueo gancheado interior usando la muñeca o el interior del antebrazo
- Gwa Choy – bloqueo exterior más allá de la línea central usando la mano trasera, la muñeca o el antebrazo
- Pek Kiu – bloqueo exterior más allá de la línea central usando la muñeca o el exterior del antebrazo
- Chin Jee – bloqueo interior usando la muñeca o el antebrazo
- Gung Kiu – bloqueo doble empujando con los antebrazos al cuello y el pecho
- Gort Kiu – bloqueo exterior inferior a la sección media más allá de la línea central usando la muñeca o el antebrazo
- Gwan Kiu – bloqueo interior inferior a la sección media usando la muñeca o el antebrazo

### Bloqueo de codo
- Bao Jung – bloqueo empujando con el codo
- Sau Jung – bloqueo barrido con el codo
- Pau Jung – bloqueo hacia arriba con el codo
- Wang Jung – bloqueo horizontal con el codo

### Patadas
- Jong Saat – golpe de rodilla a la línea central para atacar y defender
- Gwan Saat – golpe de rodilla circular al exterior del cuerpo para atacar y defender
- Dung Geuk – patada recta con talón
- Deng Geuk – patada recta con punta
- Sau Geuk – patada circular barrida con la espinilla o la parte superior del pie
- Chan Geuk – patada lateral empujando por encima de la cintura con el talón o el filo del pie
- Jarp Geuk – patada embestida por debajo de la cintura con el filo del pie
- Yeung Geuk – patada yang por debajo de la cintura con el empeine del pie
- Chow Geuk – patada arrancando raíces por debajo de la cintura desde la parte superior del pie y el área de la espinilla
- Dung Chan Geuk – patada lateral giratoria con el filo o el talón del pie
- Au Sau Geuk – patada gancheada giratoria con el talón
- Kao Tun – patada de derribo usando el talón

#### Tipos de Patadas
Existen varios tipos algunos son: 
1. Tak: golpe con la punta del pie
2. Chang: patada lateral baja
3. Saw: barrido largo para tropezar al oponente
4. Chau: barrido corto en forma de garfio con el pie
5. Tan: barrido hacia atrás con el talón

### Formas
El estilo Choy Lee Fut cuenta con más de 250 formas diferentes individuales, de varias personas, armas, aparatos y formas de capacitación, Por ejemplo, Ching Jong, el Sui Sau Jong, y el Ma Jong. Debido a Chan Heung era un estudiante de tres maestros de Shaolin altamente calificados, cada maestro tenía muchas formas tradicionales. Chan Heung desarrolló también la formación y formas de lucha de su propia experiencia y años de entrenamiento. Incluso hay formas especializadas de varios estudiantes, que tenían diferentes formas físicas y sus habilidades. Estas formas se han registrado en las secuencias de comandos que se han transmitido a sus alumnos a puerta cerrada.
Sin embargo, las cuatro formas básicas del Choy Lee Fut son:
1. Ng Lun Ma: caballo de cinco ruedas
2. Ng Lun Choy: puño de cinco ruedas
3. Sei Mun Kiu: Puente de cuatro puertas
4. Jou San Ma: Corre el caballo vivo

Inicialmente, Ng Lun Ma 五輪馬 (Forma de la Rueda de las Cinco Posturas) y Ng Lun Chui 五輪搥 (Rueda de los Cinco Golpes) fueron creadas como las formas de capacitación básica que los principiantes deben dominar para aprender los fundamentos básicos de las posturas, los movimientos y técnicas de la mano. En el presente, las escuelas y distintas ramas pueden utilizar la enseñanza y formas de capacitación, así como su propio plan de estudios y metodologías para enseñar Choy Lee Fut. Debido a la enorme cantidad de formas en el sistema Choy Lee Fut en su conjunto, no es necesario para aprender todas las formas para completar la formación en el Choy Lee Fut. Con la extensión de Choy Lee Fut , se agregaron diferentes escuelas , ramas y otros maestros de artes marciales a su plan de estudios, esto produjo la adición de nuevas formas o la modificación de algunas técnicas de forma. Esta difusión y evolución de Choy Lee Fut dio lugar a las variaciones de las formas y prácticas que vemos entre las escuelas y ramas.
En el contexto Chino, sobre las formas expertos militares Ming, previos al nacimiento del fundador del estilo, tales como Tang Shunzhi (1507–1560), subrayaron que “las razones para las posturas en las artes marciales es para facilitar las transformaciones. Las formas contienen posturas fijas, pero en la práctica real no existen posturas fijas. Cuando se aplican son fluidas, pero todavía mantienen sus características estructurales” 

### Técnicas
Chan Heung 陳享 revisado y perfeccionado todo lo que había aprendido de sus maestros y con sus discípulos, estandarizó técnicas de mano y de pierna.
Choy Lee Fut tiene 10 técnicas de mano (shi Zhong 十訣), llamadas las diez semillas, que a su vez tienen diez conceptos.
1. Kum 擒 capturar
2. Na 拿 agarrar,
3. Gwa 掛 colgar,
4. So 掃 barrer,
5. Chop 插 apuñalar,
6. Pow 拋 dar,
7. Kap sellar,
8. Biu lanzar,
9. Ding presionar,
10. Jong quebrar.

Choy Lee Fut tiene 7 elementos de las técnicas de pierna:  
1. Chan 撐 refuerzos,
2. Ding 釘 clavado,
3. Liu Tat 撩踢 patadas,
4. So 掃 barrer,
5. Jet 截 bloqueo,
6. Au 勾 enganche,
7. y Dan 彈 surgiendo.

Choy Lee Fut puede aplicar 8 técnicas de la mano y de la pierna.
1. Son Yin 陰 pasivo,
2. Yang 陽 activo,
3. Kong 剛 duro,
4. Yau 柔 suave,
5. Hui 虛 falsa,
6. Shi 實 real,
7. Tou 偷 robar,
8. y Lau 溜 furtivamente.

Las posiciones del Choy Lee Fut son similares en altura a otros estilos de artes marciales como Hung Gar, pero no tan altos como los de Wing Chun. Esto permite al practicante a moverse con rapidez durante el combate, sin sacrificar la estabilidad y la generación de energía. Lo que es único en el estilo Choy Lee Fut es a veces llamado "azotes", donde la parte superior del torso profesional giros de generar más energía en la ejecución de técnicas de mano y el brazo. En otros estilos de arte marcial, la parte superior del cuerpo es menos dinámico, poniendo más énfasis en la estabilidad y la generación de energía estática. Otras diferencias incluyen como practicante de la postura debe ser mientras se enfrenta a su oponente. En los estilos Hung Gar y Wing Chun, los profesionales mantienen su torso perpendicular a un oponente, para permitir el uso completo de ambos brazos. Por el contrario, Choy Lee Fut tiene el torso en un ángulo al oponente para reducir el área de destino expuestos a él, y para permitir que el profesional más alcance. Frente a las posturas de Choy Lee Fut tiene la pierna doblada en ángulo frontal para proteger a la ingle, mientras que otros sistemas de artes marciales tienen la pierna doblada delantera mirando hacia adelante.
Durante las batallas entre los revolucionarios anti-Qing y las fuerzas del gobierno (1850-1877), quien pertenecía al sistema de Choy Lee Fut que se identifican por gritar "yak" al golpear con la palma, "wak" cuando se empuja con una mano en garra de tigre, "ya" al golpear con el puño, "hok" cuando se utiliza  puño en "pico de grulla", y "tec" cuando patadas. Estos sonidos son exclusivos del sistema Choy Lee Fut.
Chan Heung 陳享 registraron sus descubrimientos y conocimientos sobre el papel futuro de sus estudiantes a seguir y el tiempo registrado más de 250 formas y técnicas.

### Animales
Choy lee fut está basado en diez animales que tienen sus respectivas formas :

1. Fu Ying Kuen (虎形拳) – Forma del Tigre
2. Lung Ying Kuen(龍形拳) – Forma del Dragon
3. Sei Ying Kuen(蛇形拳) – Forma del Serpiente
4. Hok Ying Kuen(鶴形拳) – Forma del Grulla
5. Pao Ying Kuen(豹形拳) – Forma del Pantera
6. Si Ying Kuen(獅形拳) – Forma del León
7. Jeung Ying Kuen(象形拳) – Forma del Elefante
8. Ma Ying Kuen(馬形拳) – Forma del Caballo
9. Hau Ying Kuen(猴形拳) – Forma del Mono
10. Biu Ying Kuen(鑣形拳) – Forma del Ciervo

### Armas
El estilo Choy Li Fut tiene influencias tanto del Norte como del Sur de China y posee una gran variedad de armas en su arsenal. Originalmente, había 40 armas en el sistema de Choy Lee Fut. Después de muchos años de enseñanza, algunos maestros del pasado agregaron formas diferentes y otras armas en el sistema. Ahora hay 53 armas tradicionales.
Un arma que es exclusiva de Choy Lee Fut es el Tridente de los Nueve Dragones, creado por el fundador, Chan Heung. Esta arma fue diseñada para destruir cualquier parte del oponente con el que puedan entrar en contacto. Los numerosos ganchos y las cuchillas pueden tomar el arma de un oponente y, con un giro, rasgar  las manos. El Tridente de los Nueve Dragones (Gau Lung Dai Chah, 九龍大叉) se conoce como la "Reina" de todas las armas.
Las armas básicas chinas están incorporadas en el sistema Choy Lee Fut y son [cita requerida]:
1. 棍 (Gùn) - Palo / Bastón
Arma de madera, es un simple palo flexible y recto, hecho de ratán, más grueso en un extremo y más delgado en el otro. Existen variantes en su largo, también dependen de la altura del estudiante.
2. 枪 (Qiāng) - Lanza
3. 刀 (Dāo) - Sable 
Arma de metal hierro, curva de un solo filo, de hoja ancha
4. 剑 (Jiàn) - Espada.
Arma de hierro recta y de doble filo, de ancho de hoja estrecha 

#### Gwan o palo
Algunas técnicas de palo son:
1.  Got (Cantones: 割): Este movimiento se refiere a un golpe hacia arriba, similar a un corte ascendente. En español, se podría describir como un "golpe ascendente" o "corte hacia arriba". Es similar a la técnica de mano vacía "Pao" (炮), que es un golpe explosivo hacia arriba.
2. Lam (Cantones: 攔): Este es un golpe horizontal, que se utiliza para barrer o bloquear de lado a lado. En español, se podría describir como un "golpe horizontal" o "barrido lateral". Es una técnica común para desviar ataques laterales o para golpear al oponente en el costado.
3. Sat (Cantones: 殺): Este es un golpe vertical, que se dirige hacia abajo con fuerza. En español, se podría describir como un "golpe vertical" o "golpe descendente". Es una técnica poderosa que se usa para atacar la parte superior del cuerpo o la cabeza del oponente.
4. Dip Sui (Cantones: 叠手): Este movimiento es un bloqueo hacia arriba con los brazos estirados. En español, se podría describir como un "bloqueo ascendente" o "bloqueo con brazos extendidos". Es una técnica defensiva que se utiliza para interceptar golpes que vienen de arriba.

### Kum na - Chin Na
Kum na en cantonese o Chin Na en lengua Chino mandarín es el arte de atrapar extremidades para controlarlas, separar tendones del hueso o dislocar articulaciones según sea la técnica o la fuerza usada, en Choy lee Fut se realizan fundamentalmente desde el dorso hacia arriba. Aparece el concepto de puertas 
- Primera puerta: muñeca
- Segunda puerta: codo
- Tercera puerta: hombro

### Código de conducta
El código de conducta adoptado por Chan Heung basado en las enseñanzas del monje budista Choi Fu es el siguiente:
1. El practicante de Choy Lee Fut entrega y práctica con la intención de desarrollar un cuerpo fuerte y vigoroso como la base de su vida. Él debe mantener su práctica cada día y no flaquear sin una razón válida.
2. Con un alto nivel obtenido en el kung-fu, el corazón también se debe desarrollar hacia uno bueno paciente y gentil, similar a las enseñanzas budistas. Las habilidades nunca deben usarse para cometer injusticias o para provocar daño, sino sólo para la defensa personal.
3. El practicante de Choy lee fut debe obedecer y respetar a sus compañeros de práctica, tanto como a  sus instructores y maestros.
4. El practicante debe mostrar a sus compañeros que son de su misma generación actitudes correctas, amables, y respetuosas mientras desarrolla cualidades como la confianza, amistad y honestidad. Nunca debería intimidar a sus hermanos menores.
5. No habrán peleas entre hermanos de Choy lee fut. Para distinguir a los practicantes de Choy Lee Fut, será usada la señal de la garra del tigre.
6. El practicante de Choy Lee Fut no debería beber alcohol o consumir carne en exceso. El consumo exagerado provoca desorientación, y potencialmente resultar en el daño de uno mismo y otros.
7. El practicante de Choy Lee Fut no debería enseñar a extraños a la escuela. Esto podría resultar en mucho daño a uno mismo y a otros. Sin embargo si está persona es buena y honesta, el practicante puede enseñar y traspasar su conocimiento.
8. Nunca presumir del conocimiento adquirido en comparación con otros. No utilizar incorrectamente las habilidades de uno para pelear o intimidar.
9. Cuando demuestres el Kung-fu aprendido, permanece humilde y no te pongas por sobre otros.
10. Si el practicante no desea seguir estas reglas y comportamientos implicadas en ellas, su permanencia en la escuela será sujeta de evaluación por el instructor o maestro.

## Aclaratorias
Tanto la historia anterior como la información que se cita a continuación reflejan las investigaciones realizadas por el Departamento de Cultura China y el Departamento de Historia de la Universidad de China en Pekín y es corroborada por las siguientes Federaciones y Asociaciones Oficiales de Wu Shu en el Mundo:[cita requerida]
- Pan-American Wushu Federation
- Chinese Martial Arts Federation of Canada
- Chinese Martial Arts Federation of Hong Kong
- Colombia Choy Lee Fut Hung Sing Kwong
- U.S.A New York Choy Lee Fut Hung Sing Kwong
- Venezuela Choy Lee Fut Hung Sing Kwong
- China (Cantón) Choy Lee Fut Association
- China Kong Mun Choy Lee Fut Association
- Fat Sam Hung Sing kwong
- International Hung Sing Choy Lee Fut tsui Chiang FED
- International Hung Sing Choy Lee Fut Chan Kim Fay

### ¿Por qué nace Choy Lee Fut en 1850 y no en 1836?
En 1849 Jeung Yim (Jeong Hung Sing) "le explicó" a Chan Heung lo que aprendió del monje Ching Tzo, después de un tiempo estudiaron todas esas técnicas para crear así movimientos mucho más avanzados y efectivos. Crearon un solo esquema (Kuen) al cual llamaron Chaan Kiung (Gran Esquema) de más de quinientos movimientos (500) y la presentación oficial del estilo con el nombre de Chong Tau de ciento ocho (108) movimientos. Se cree que les llevó aproximadamente dos (2) años, a ambos maestros en unificar y desarrollar este nuevo sistema de combate, con el tiempo los sucesores del estilo, debido a lo exigente y riguroso para la ejecución de este gran esquema, lo dividieron en tres (3), dando lugar así a otras formas fundamentales en el desarrollo y fortalecimiento de este estilo. La agrupación de los nombres de dichas formas se obtiene la famosa frase El País en Paz por Diez Mil Años. Ellos representaron un talento para el Wushu y se ejercitaron sistemáticamente, enfocándose en cada detalle de la innovación respectiva, e unificaron un solo sistema al cual llamaron Estilo Choy Lee Fut ya que su Kung Fu derivaba prácticamente todo del templo Shaolin. Por lo tanto se le reconoce a Chan Heung y a Hung Sing como cofundadores del estilo Choy Lee Fut, aproximadamente en el año (1850), en este año es que fue formalmente fundado este estilo con este nombre y se convirtió en un género vital para el sur de China, ya que la mayoría de los textos de Artes Marciales Chinas, mencionan como fecha de fundación del estilo (1836). Para esta fecha Chan Heung comenzó a enseñar, más no le había dado un nombre al Arte Marcial que había aprendido y enseñaba. Ya que no había adquirido los conocimientos del sistema marcial del monje Grama Verde FAT para ese entonces.

### ¿Quién fue el primer alumno de Chan Heung?
Según las investigaciones realizadas por el Departamento de Historia de la Universidad de China en Pekín, se pudo corroborar que el alumno más antiguo que tuvo Chan Heung, fue Lung Ji-Choy.

### ¿Cuántas ramas existen?
Existen al menos cuatro ramas o corrientes del estilo Choy Lee Fut, las cuales son denominadas así: King Mui del maestro Chan Heung, Fat Sam del maestro Hung Sing, Bak Sing (pequeño norte), fundada por Tam Sam y desarrollador del puño continuo Chag Choy. Este maestro es descendiente de Fat Sam. Finalmente la rama de la familia Chan, seguida por la línea de descendencia de la familia Chan. Actualmente es dirigida por el tataranieto de Chan Heung, Chen Yong-Fa.

### Acerca de la muerte de Jeong Yim[2]
Respecto a las causa de muerte del maestro Jeong Yim (Jeong Hung Sing), existe una versión incorrecta, la cual es trasmitida por algunos practicantes del estilo donde afirman que murió a causa de unas heridas producidas por un asalto que recibió tres días antes, cuando intentaba descender utilizando la tabla de desembarque de un barco. Esta versión no está registrada oficialmente en ningún lado.
La versión oficial acerca de la muerte del maestro Jeong Hung Sing, fue debido a que se ahogó en un lago a la edad de sesenta y nueve años. Esta versión se puede corroborar en el museo Hung Sing Kwoon de la ciudad de Fat sam, China.

### ¿Cómo se designa al Guardián del Estilo en este linaje?
En la actualidad, no existe un único jefe oficial de los linajes de Choy Lee Fut ─Jerng Mun Yun (Guardián del Estilo)─. El estilo se ha ramificado en varias escuelas diferentes a lo largo de los años, y cada una de estas escuelas tiene su propio linaje y liderazgo. Sin embargo, hay algunos maestros de Choy Lee Fut que son ampliamente respetados por su conocimiento y experiencia, y que son considerados como líderes del estilo.
El Maestro Chen Yong Fa (陳永發) Es la quinta generación directa del fundador del estilo Choy Lee Fut y el actual guardián del linaje Choy Lee Fut Hung Sing Gwoon, comprendido dentro la rama de la familia Chan como la responsabilidad de pasar la tradición a la siguiente generación, que recaía en el Jerng Mun Yun (guardián del estilo) o el hijo que mostraba mayor aptitud para el Kung Fu y el Qigong.
En el año 2003, en la ciudad china de King Mui, se celebró una reunión entre los representantes oficiales de las ramas King Mui y Fat Sam. El objetivo de este encuentro era fomentar el acercamiento entre las distintas escuelas en las que se ha ramificado el estilo. En ella, se llegó al acuerdo de que ningún practicante del Choy Li Fut puede alcanzar el título de Guardián del Estilo para todas las ramas ni el de Jefe Instructor Mundial. Asimismo, se decidió que el título de Jerng Mun Yun no se utilizará en este sentido, sino que se reservará para el linaje existente de miembros de la familia Chan y sus discípulos cercanos, tal como lo marca el respeto a la tradición, con el fin de preservar la pureza y promover la evolución del estilo, siempre apegados a la fuente original.

### Enlaces activos
- Official headquarters of Chan Family Choy Lee Fut
- Historia y linaje Chen-Yong-Fa (陳永發)
- Headquarters of the Plum Blossom International Federation
- Australia: Choy Lee Fut Martial Arts, Sydney, Australia
- Argentina: Instituto Choy Lee Fut • Argentina • Familia Chan
- Colombia: Historia del Choy Lee Fut de la Familia Chan
- Chile: Escuela Choy Lee Fut Chile

### Enlaces antiguos en archive.org
- Centro de Entrenamiento donde se imparte Choy Lee Fut, el director resuelve dudas sobre el sistema
- Mayor Información de Choy Lee Fut en Inglés
- Recopilación e Investigación: Instructor jefe 3º Dan José Ávila Flores diciembre de 2005 Archivado el 6 de abril de 2011 en Wayback Machine.
- CHOY LI FUT, SU HISTORIA – Hushen Kung Fu
- Página informativa de Tai Chi y Choy Lee Fur por el Instructor Pepe Sala
- Hung-Sing Goon - JEUNG, HUNG-SING
- Historia del CHOY LI FAT KUNG FU "Un Estilo Demoledor" - Sifu Anibal Tanus Archivado el 20 de septiembre de 2013 en Wayback Machine.
- Qué es el Choy Li Fat? – Instructora Paula Dávila
- Escuela Choy Lee Fut Hung Sing Gwoon Chile
- Blog Oficial de Choy Lee Fut Venezuela
- Wing Sing Tong España
- Familia Chan Choy Lee Fut Cuba
- Asociación Cubana de Choy Lee Fut y Luohan Gong Archivado el 28 de marzo de 2010 en Wayback Machine.
- Choy Lee Fut Venezuela Archivado el 7 de noviembre de 2018 en Wayback Machine.
- Kung Fu Choy Lee Fut Valladolid

- Datos: Q1770826